# Jiřího kříž
Jiřího kříž (anglicky: George Cross) je britské vyznamenání za statečnost, obdoba Viktoriina kříže (Victoria Cross). Vyznamenání založil britský král Jiří VI. v září 1940. Uděluje se – na rozdíl od Viktoriina kříže – civilistům během válečného stavu (a také vojákům za činy vykonané ne pod povelem v bojích tváří v tvář nepříteli nebo v mírových dobách). V tomto smyslu je tento řád nejvyšším britským civilním vyznamenáním za statečnost a hrdinství v podmínkách válečného stavu nebo jiného extrémního ohrožení.
Ve svých dějinách byl Jiřího kříž výjimečně jen dvakrát udělen ne osobám, ale kolektivně: roku 1942 obyvatelstvu Malty za obranu ostrova během druhé světové války, a Královské severoirské policii (Royal Ulster Constabulary).
Toto vyznamenání nelze zaměňovat s Jiřího medailí (George Medal) z roku 1941.